# Provinz Mendoza
Mendoza ist eine Provinz im zentralen Westen von Argentinien. Mendoza ist umgeben von der Provinz San Juan im Norden, den Provinzen San Luis und La Pampa im Osten, den Provinzen Río Negro und Neuquén im Süden und vom Land Chile im Westen.

## Geografie
Der größte Teil der Provinz ist von einer Trockensteppe, dem Monte, bedeckt, der teilweise durch kleine Sandwüsten unterbrochen wird; die größte findet sich im Departamento Lavalle im Nordosten der Provinz. Es gibt drei große Oasen: Die nördliche rund um die Provinzhauptstadt Mendoza, eine mittlere um die Städte San Rafael und General Alvear und eine südliche rund um Malargüe. Der Westteil der Provinz wird von den Anden bestimmt, die hier ihre höchste Erhebung, den Aconcagua, aufweisen. Dort befindet sich auch das Naturphänomen Puente del Inca (deutsch: Brücke des Inkas) – eine durch Erosion natürlich entstandene Brücke über den Río Mendoza.

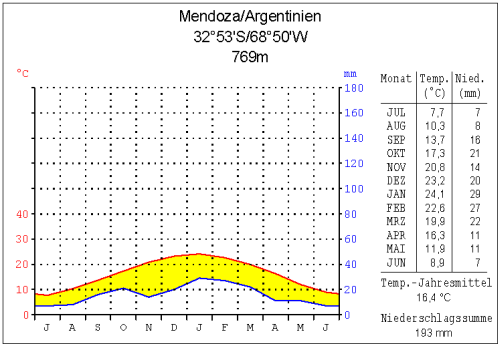
Klimadiagramm Mendoza

Das Klima ist im gesamten Provinzterritorium trocken, sonnig und kontinental, mit warmen Sommern und relativ kalten Wintern sowie starken Temperaturunterschieden zwischen Tag und Nacht. Die jährliche Niederschlagsmenge liegt zwischen 100 und 350 Millimetern.

## Bevölkerung
Die Provinz hat eine mittlere Bevölkerungsdichte, die Einwohner konzentrieren sich jedoch in den drei Haupt-Oasen. Die größten Städte befinden sich im Ballungsraum Gran Mendoza (ca. 940.000 Einwohner) um die Provinzhauptstadt Mendoza (ca. 115.000 Einwohner), dazu zählen auch Guaymallén (ca. 250.000 Einwohner), Las Heras und Godoy Cruz (je ca. 190.000 Einwohner); weitere regionale Zentren sind San Rafael (ca. 120.000 Einwohner) im mittleren Süden, Tunuyán (ca. 50.000 Einwohner) in der Mitte und San Martín de Mendoza (ca. 50.000 Einwohner) im Osten der Provinz. Der äußerste Süden ist sehr dünn besiedelt. Einziger dortiger Ort von Bedeutung ist Malargüe mit gut 27.000 Einwohnern.

## Verwaltungsgliederung
Die Provinz ist in 18 Departamentos untergliedert, die in Mendoza, im Unterschied zu den meisten anderen Provinzen in Argentinien, mit den Gemeinden (municipios) übereinstimmen. Die Departamentos ihrerseits sind in Distrikte (distritos) unterteilt. Die Provinzialverfassung wurde 1916 verabschiedet und zum letzten Mal 1985 modifiziert.

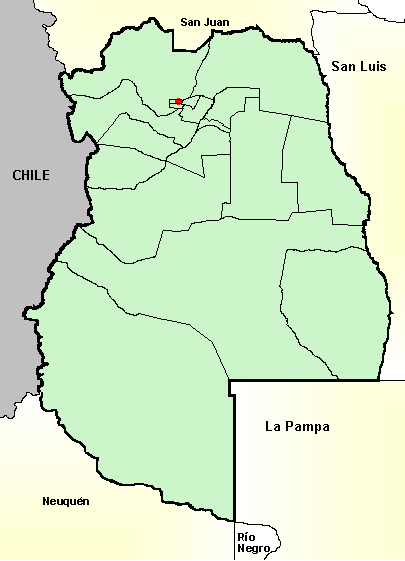
Mendoza, Verwaltungsgliederung, Grenzen und Hauptstadt

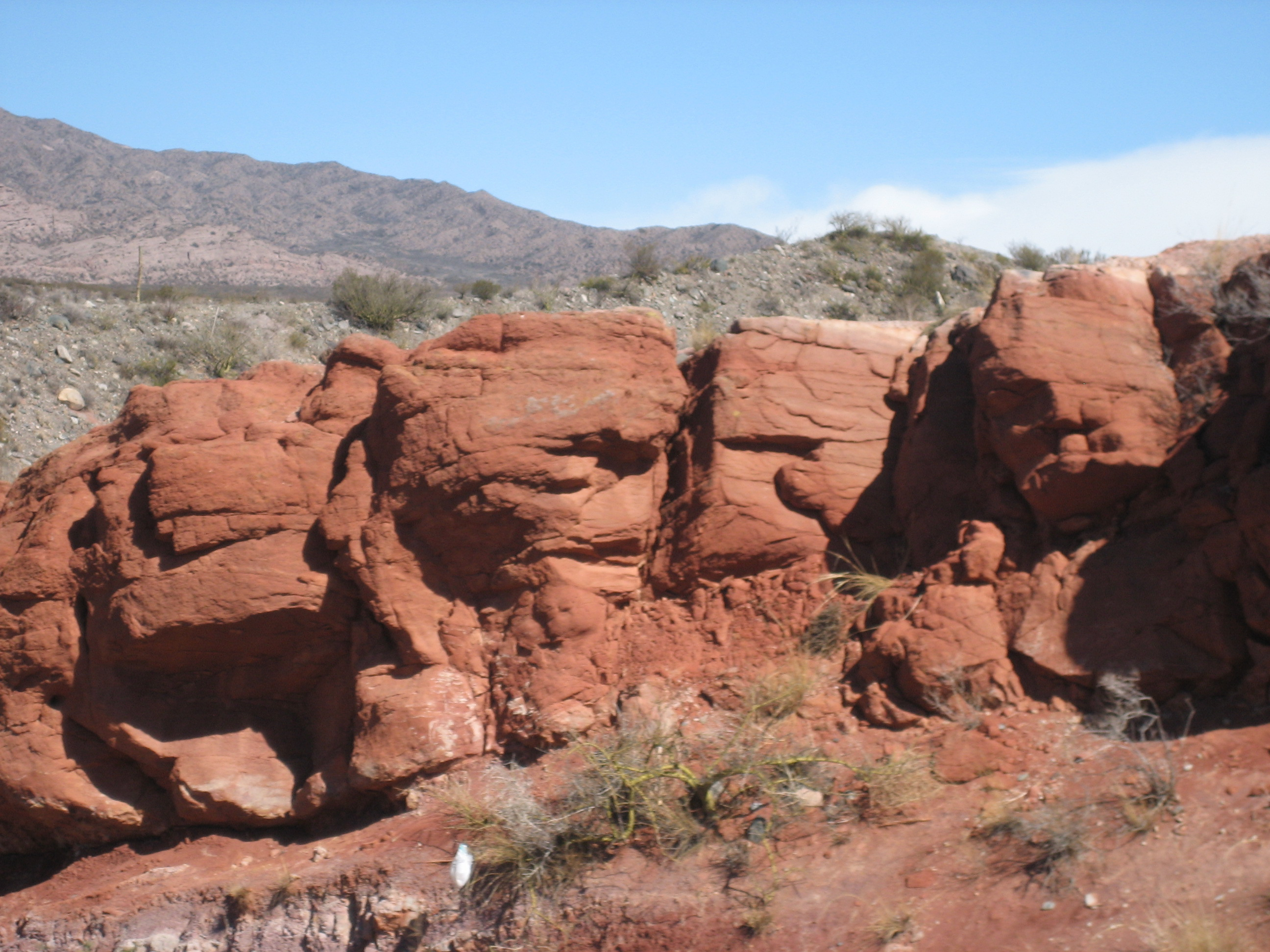
Felsen in Potrerillos

| Departamento   | Hauptstadt     | Fläche in km² | Einwohner (2022) |
| Capital        | Mendoza        | 00.054        | 127.160          |
| General Alvear | General Alvear | 14.448        | 052.584          |
| Godoy Cruz     | Godoy Cruz     | 00.075        | 195.159          |
| Guaymallén     | Villa Nueva    | 00.164        | 321.966          |
| Junín          | Junín          | 00.263        | 046.604          |
| La Paz         | La Paz         | 07.105        | 012.086          |
| Las Heras      | Las Heras      | 08.955        | 234.401          |
| Lavalle        | Villa Tulumaya | 10.212        | 047.167          |
| Luján de Cuyo  | Luján de Cuyo  | 04.847        | 175.056          |
| Maipú          | Maipú          | 00.617        | 219.402          |
| Malargüe       | Malargüe       | 41.317        | 032.717          |
| Rivadavia      | Rivadavia      | 02.141        | 063.724          |
| San Carlos     | San Carlos     | 11.578        | 039.869          |
| San Martín     | San Martín     | 01.504        | 139.792          |
| San Rafael     | San Rafael     | 31.235        | 215.020          |
| Santa Rosa     | Santa Rosa     | 08.510        | 019.382          |
| Tunuyán        | Tunuyán        | 03.317        | 060.171          |
| Tupungato      | Tupungato      | 02.485        | 041.280          |

## Wirtschaft

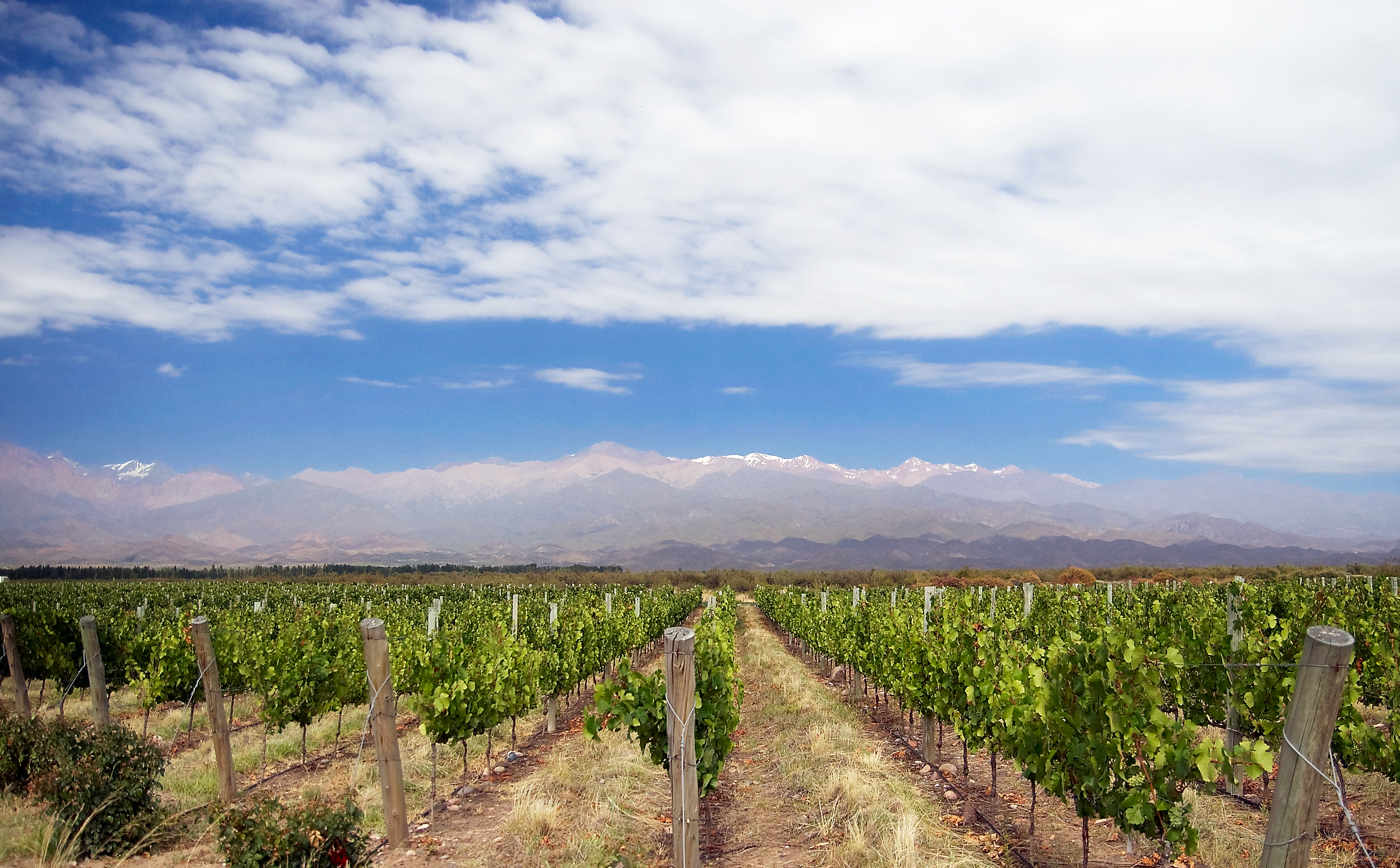
Weinberg vor den Anden in Mendoza

Mendoza lebt hauptsächlich von der Landwirtschaft und vom Weinbau, siehe hierzu auch den Abschnitt Weinbau sowie den Artikel Weinbau in Argentinien.
Daneben gibt es Erdölförderung und -verarbeitung (Raffinerie in Luján de Cuyo). Zudem gilt Mendoza als das Tor zu Chile mit dem nahe gelegenen Großraum Santiago de Chile und ist daher eine wichtige Handelsmetropole. In Río Colorado entwickelt der Bergbau-Konzern Vale eine Pottasche-Mine. Wenn diese Mine produktiv sein wird, wird sie Argentinien zum drittgrößten Kaliumcarbonat-Exporteur weltweit machen. Im Rahmen dieses Projektes wird auch eine Eisenbahn-Linie nach Bahía Blanca errichtet. Zurzeit wird an diesem Projekt jedoch nicht weitergearbeitet.
Zusammen mit ihren Nachbarprovinzen San Juan und San Luis bildet die Provinz Mendoza die Region Cuyo.

### Weinbau
Mendoza ist die größte Weinbauregion Argentiniens und Mitglied im Netzwerk Great Wine Capitals. Mit 152.926 Hektar (Stand 2005) entfielen auf die Provinz Mendoza etwas mehr als 70 Prozent der argentinischen Weinerzeugung.

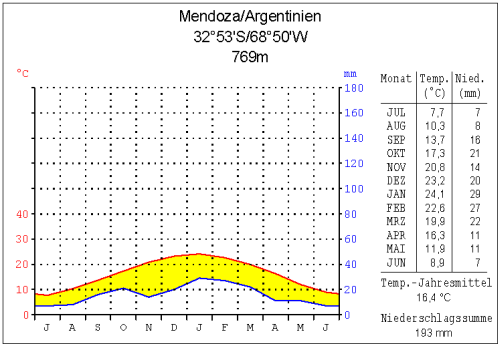
Klimadiagramm Mendoza

Der Erfolg des Weinbaus in der Provinz Mendoza ist den guten klimatischen Bedingungen und der Bodenbeschaffenheit zu verdanken. Das Klima ist im gesamten Provinzterritorium trocken, sonnig und kontinental, mit warmen Sommern und relativ kalten Wintern sowie starken Temperaturunterschieden zwischen Tag und Nacht. Das kontinentale Klima fällt aufgrund der geografischen Lage in der Nähe des 33. Breitengrades eher moderat aus. Trotz klar definierter Jahreszeiten sind die Unterschiede zwischen Sommer und Winter nicht sehr groß.
Die Weinberge liegen im Durchschnitt auf einer Höhe von 500 m bis 800 m, in seltenen Fällen auch bis auf 1200 m.
Am Beispiel Mendozas lässt sich der Aufstieg und Verfall des argentinischen Weinbaus dokumentieren. Die Rebflächen kannten im Jahr 1980 mit fast 255.000 Hektar ihre bis heute größte Ausdehnung. Durch die massive Rodung der Sorte Criolla Grande ging die Fläche bis auf 141.000 Hektar im Jahr 2000 zurück. Durch den Erfolg der Qualitätsoffensive durch die Regierung mit der damit einhergehenden Eröffnung des Exportmarkts erholte sich der Weinbau allmählich. Die Fläche legte seit 2006 um acht Prozent zu.